# Жекие (микрорегион)

Жекие на карте.

Жекие (порт. Microrregião de Jequié) — микрорегион в Бразилии, входит в штат Баия. Составная часть мезорегиона Юго-центральная часть штата Баия. Население составляет 507 347 человек (на 2010 год). Площадь — 17 229,606 км². Плотность населения — 29,45 чел./км².

## Демография
Согласно сведениям, собранным в ходе переписи 2010 г. Национальным институтом географии и статистики (IBGE), население микрорегиона составляет:
| Полное население                             | Полное население                             | Полное население                             | Полное население                             | 507 347 |
| -------------------------------------------- | -------------------------------------------- | -------------------------------------------- | -------------------------------------------- | ------- |
| в том числе:                                 | Городское население                          | 348 794                                      | Процент городского населения, %              | 68,75   |
|                                              | Сельское население                           | 158 553                                      | Процент сельского населения, %               | 31,25   |
|                                              | Мужское население                            | 251 138                                      | Процент мужского населения, %                | 49,50   |
|                                              | Женское население                            | 256 209                                      | Процент женского населения, %                | 50,50   |
| Плотность населения, чел/км²                 | Плотность населения, чел/км²                 | Плотность населения, чел/км²                 | Плотность населения, чел/км²                 | 29,45   |
| Население микрорегиона в % к населению штата | Население микрорегиона в % к населению штата | Население микрорегиона в % к населению штата | Население микрорегиона в % к населению штата | 3,62    |

## Статистика
- Валовой внутренний продукт на 2003 год составляет 1 388 223 872,00 реалов (данные: Бразильский институт географии и статистики).
- Валовой внутренний продукт на душу населения на 2003 год составляет 2638,57 реалов (данные: Бразильский институт географии и статистики).
- Индекс развития человеческого потенциала на 2000 год составляет 0,649 (данные: Программа развития ООН).

## Состав микрорегиона
В составе микрорегиона включены следующие муниципалитеты:
1. Айкара
2. Амаргоза
3. Апуарема
4. Брежойнс
5. Краволандия
6. Иражуба
7. Ирамая
8. Итажи
9. Итакара
10. Итирусу
11. Жагуакара
12. Жекие
13. Жикириса
14. Житауна
15. Лафаети-Котинью
16. Лажи
17. Лажеду-ду-Табокал
18. Маракас
19. Марсиунилиу-Соза
20. Милагрис
21. Мутуипи
22. Нова-Итарана
23. Планалтину
24. Сан-Мигел-дас-Матас
25. Убаира